# Onchidoris bilamellata
Onchidoris bilamellata är en snäckart som först beskrevs av Carl von Linné 1767.  Onchidoris bilamellata ingår i släktet Onchidoris och familjen Onchidorididae. Arten är reproducerande i Sverige. Inga underarter finns listade i Catalogue of Life.

## Bildgalleri

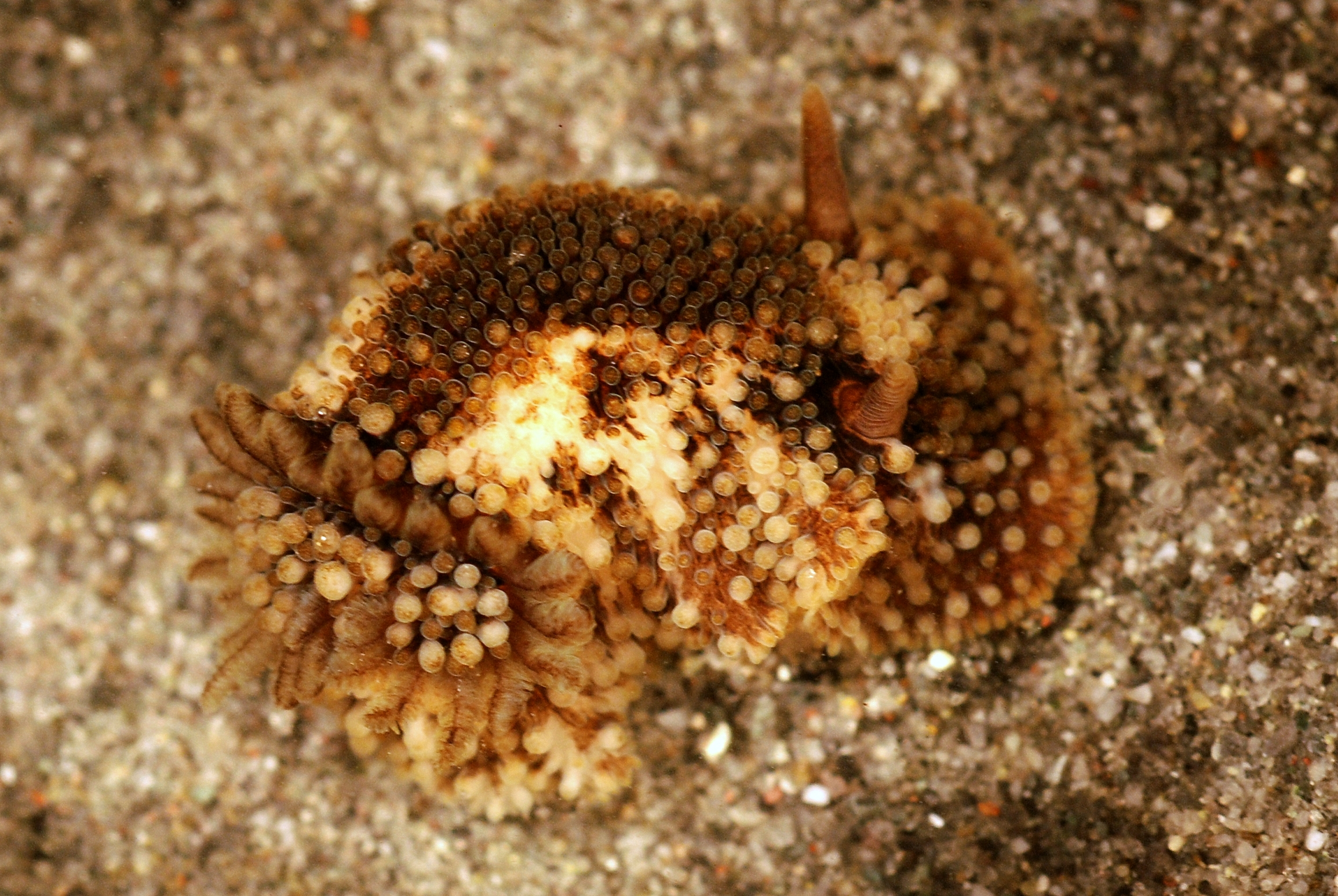